# Pluteo (armadio-leggio)

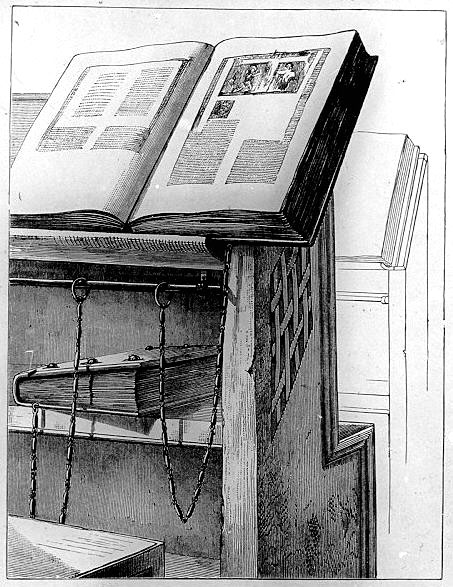
Il sistema di aggancio dei codici al pluteo mediante catena.

Il pluteo è il bancone adoperato nelle antiche biblioteche medievali e rinascimentali formato da un piano reclinato su cui veniva appoggiato il codice custodito nei ripiani sottostanti e assicurato al mobile da una catena. È ancora oggi in uso in alcune biblioteche per conservarvi o esporvi testi particolari.

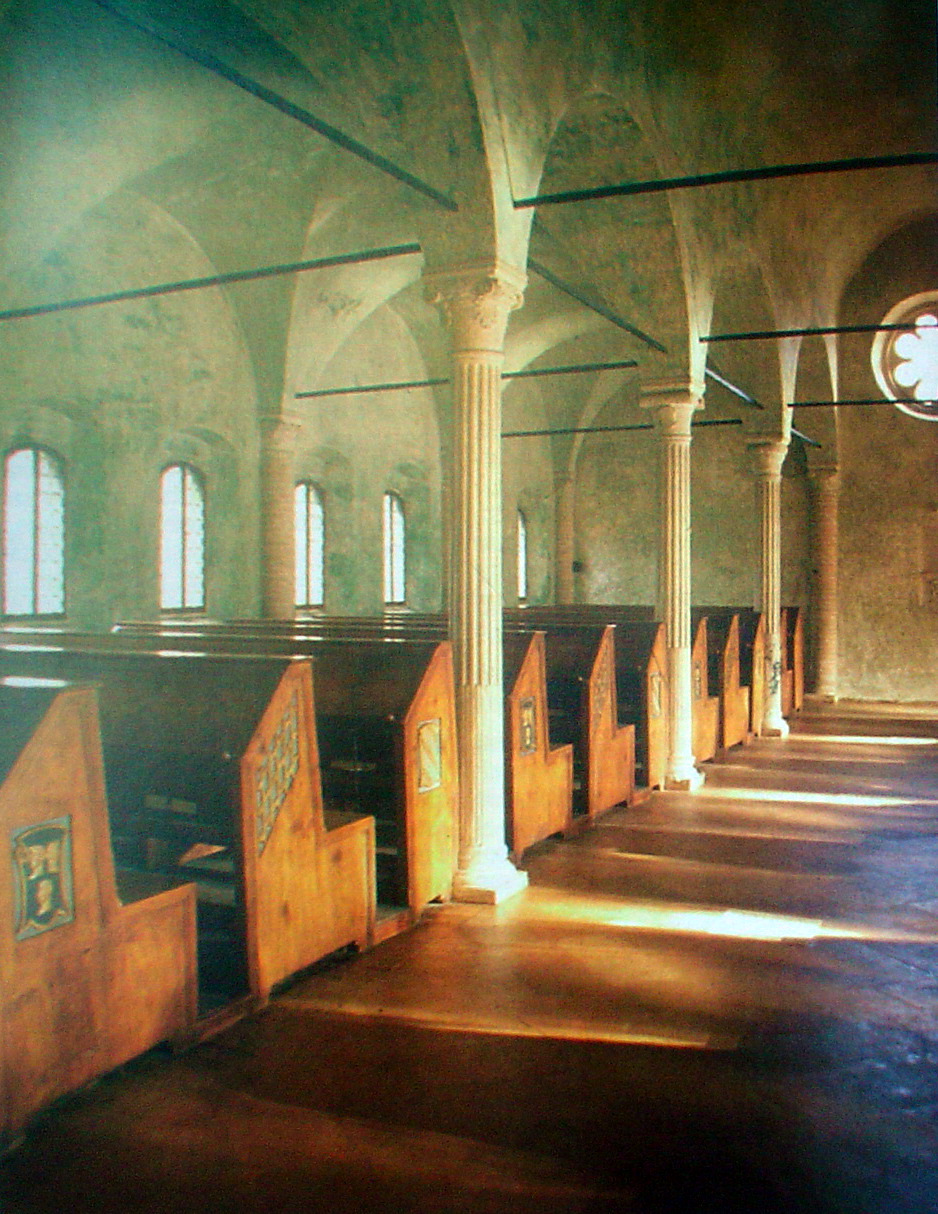
I plutei della Biblioteca Malatestina di Cesena.